# Nakło Śląskie (stacja kolejowa)

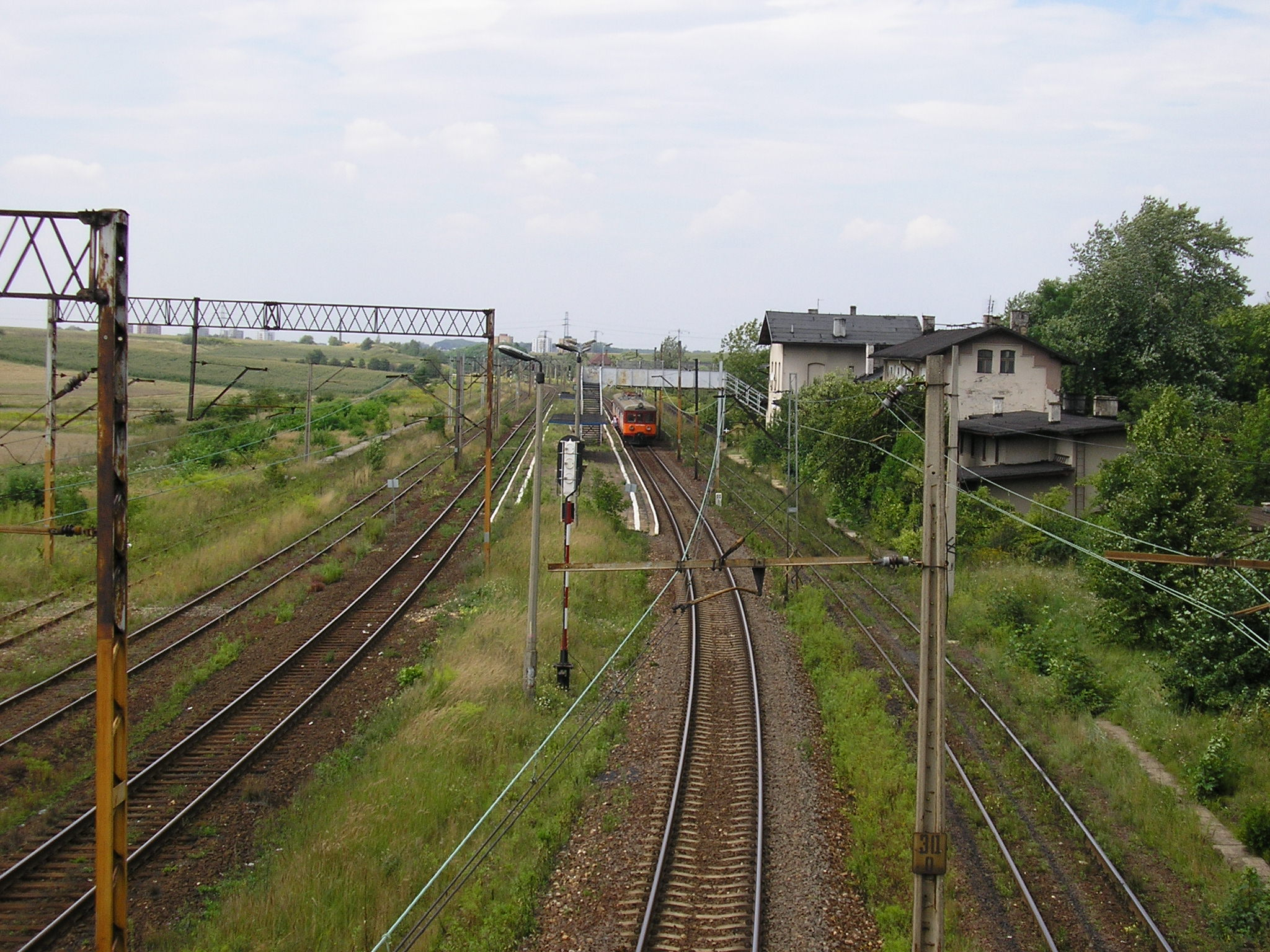
Peron i przejście na stacji kolejowej w Nakle Śląskim

Nakło Śląskie – stacja kolejowa w Nakle Śląskim, w województwie śląskim, w Polsce.

## Historia
W grudniu 2020 PKP Polskie Linie Kolejowe podpisały umowę na opracowanie dokumentacji oraz przebudowę linii kolejowej nr 131 na odcinku Chorzów Batory – Nakło Śląskie obejmującą przebudowę stacji Nakło Śląskie. W marcu 2022 rozpoczęły się właściwie prace budowlane, co poskutkowało zamknięciem linii nr 131 na odcinku Chorzów Batory – Tarnowskie Góry, w tym stacji Nakło Śląskie. 15 grudnia 2024 ruch pasażerki na tym odcinku linii nr 131 został przywrócony.

## Ruch pasażerski
| Rok  | Wymiana pasażerska na dobę |
| ---- | -------------------------- |
| 2017 | 10-19                      |
| 2022 | 20-49                      |